# Dorfkirche Zabenstedt

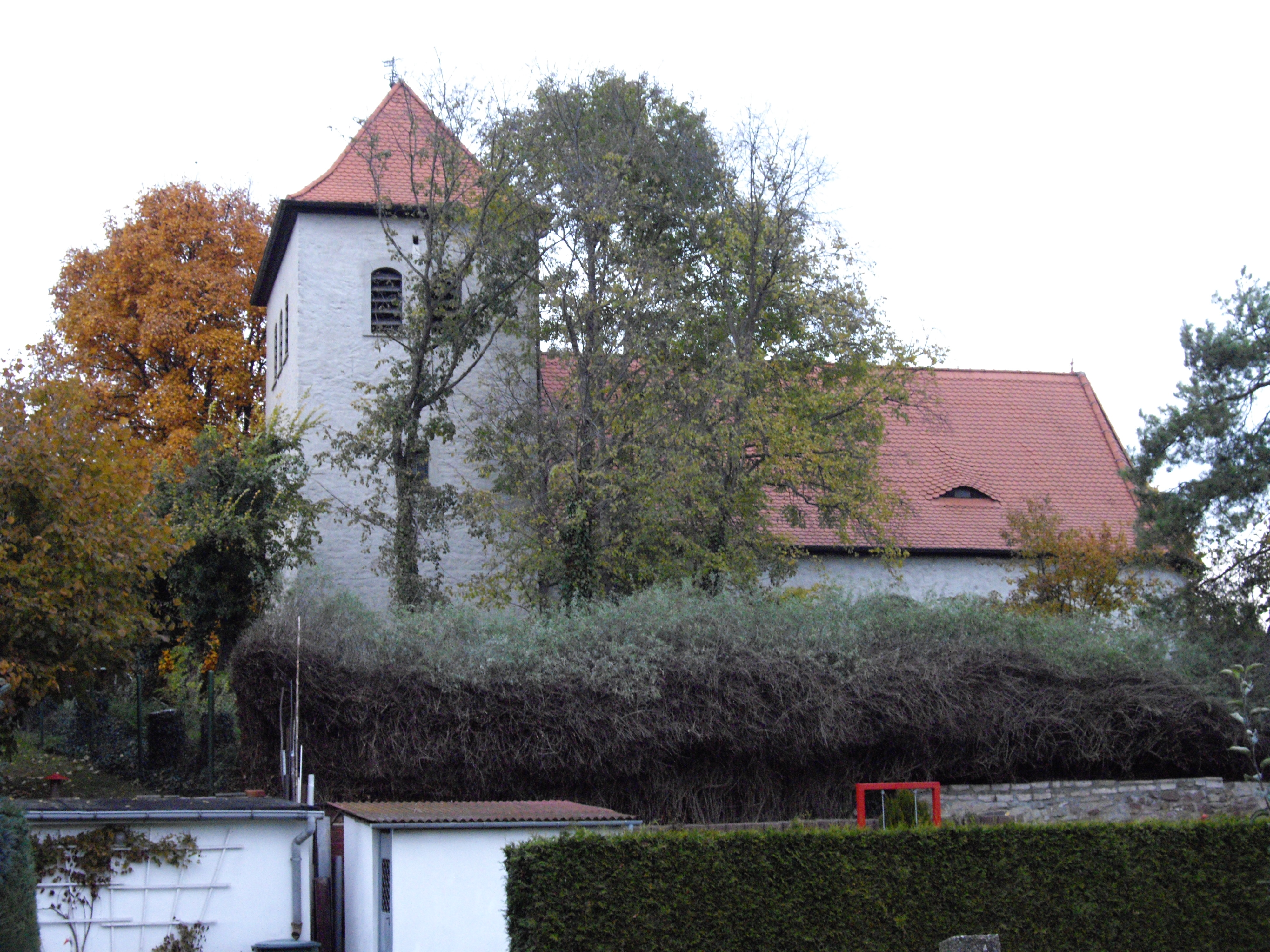
Die Kirche in Zabenstedt

Die unter Denkmalschutz stehende evangelische Dorfkirche Zabenstedt befindet sich im Gerbstedter Ortsteil Zabenstedt im Landkreis Mansfeld-Südharz in Sachsen-Anhalt.

## Beschreibung

### Bauwerk
Die dreiseitig geschlossene, verputzte Saalkirche wurde in der Zeit um 1500 errichtet. Der querrechteckige Westturm des Bauwerks ist im Kern spätromanisch und wird auf das 13. Jahrhundert datiert. Der obere Abschluss des Turms wurde in der ersten Hälfte des 19. Jahrhunderts errichtet und 1925 restauriert. Die Turmhalle ist zum Kirchenschiff in zwei gedrückten Spitzbogenarkaden auf profilierten Kämpfern geöffnet.

### Innenraum
Im Kirchenschiff befindet sich eine bemalte Balkendecke. Auf den Brüstungen der Hufeisenempore aus dem Jahr 1738 sind Szenen des Alten Testaments aufgemalt. Der Kanzelaltar mit seinen seitlichen Durchgängen stammt aus den Jahren um 1700. Ebenso aus dieser Zeit stammt die sich anschließende Patronatsloge. Am Korb der Kanzel sind die gemalten Darstellungen von Christus und den Evangelisten in Studierstuben zu sehen. In der Predella ist das Abendmahl, in den Wangen die Verkündigung und die Taufe Christi – sowie im Aufsatz die Himmelfahrt zu sehen. An den Seiten der Kanzel sind die Reste eines Flügelaltars aus dem Anfang des 16. Jahrhunderts eingefügt. Rechts befinden sich als Schnitzfiguren dargestellt, der Evangelist Johannes zwischen Petrus und Paulus. Auf der linken Seite das Fragment einer Anbetung des Kindes zwischen den heiligen Katharina und Barbara. Die Taufe der Kirche wurde 1719 aus Sandstein gefertigt. In der Turmhalle befinden sich vier Grabsteine aus Sandstein aus dem 18. Jahrhundert. Auf zwei Grabsteinen sind Reliefdarstellungen der Verstorbenen vor dem Kruzifix zu erkennen.

## Sonstiges
Auf dem Friedhof der Kirche befinden sich mehrere klassizistische Urnengrabmäler.